# مسجد و مدرسه خان
مسجد و مدرسه خان مربوط به دوره صفویه در غرب شهر جهرم قرار گرفته و مصالح آن از خشت، گل، آجر، سنگ و گچ می‌باشد. بانی آن شخصی به نام حاج محمد حسن خان بوده است. این بنا حدود ۲۰۰ سال قبل توسط یکی از افراد خاندان مؤسس آن تعمیر گردیده که تاریخ تعمیر آن با حروف ابجد باشعر بر سنگی نوشته شده و بالای درب ورودی مدرسه نصب گردیده و هم‌اکنون تعدادی از طلاب و مدرسین همه روزه در مدرسه مشغول تحصیل و تدریس اند. مسجد خان از بناهای دوره صفویه است که ساختمان آجری این مسجد که در کنار ساختمان مدرسه خان واقع شده‌است، بر اساس سنگ نوشته در ورودی، از آثار ساخته شده در دوره شاه سلیمان دوم صفوی است که توسط حاجی سلیمان بیگ ذوالقدر جهرمی ساخته شده که ساختمان مسجد شامل شبستانی ساده با طاق‌های متعدد است که فاقد تزیینات و کاشی‌کاری است.

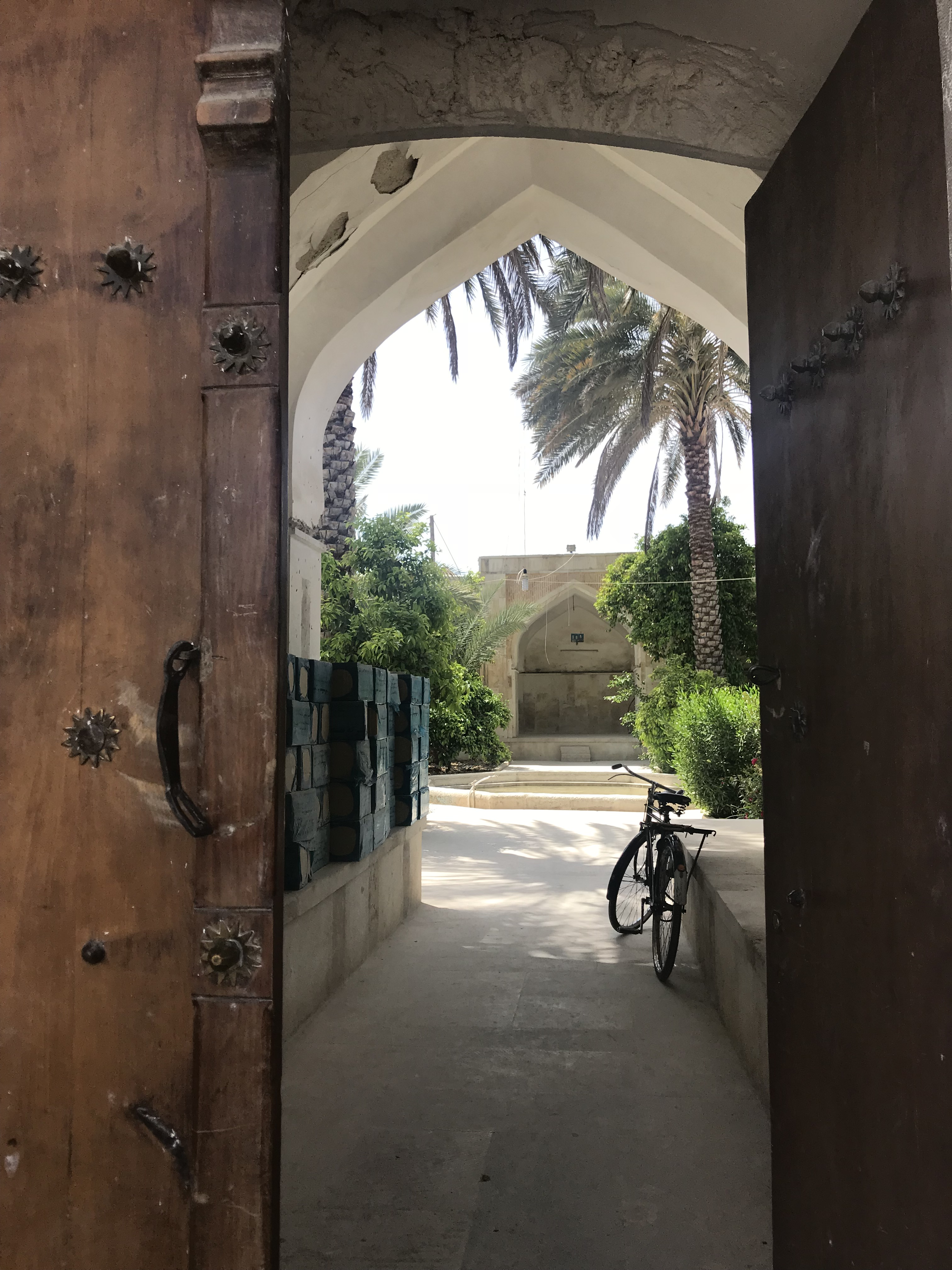
ورودی مسجد